# Seznam představitelů Mladé Boleslavi
Seznam představitelů Mladé Boleslavi poskytuje přehled starostů, vládního komisaře, předsedů MěNV a primátorů Mladé Boleslavi od císařského patentu ze dne 17. března 1849, jímž byla zavedena prozatímní forma obecní samosprávy.
| Starostové Mladé Boleslavi (1849–1938)      |                   |                    |                    |                                   | |
| Portrét                                     | Jméno             | Nástup do úřadu    | Opuštění úřadu     | Strana                            | Poznámka |
|                                             | Josef Flakl       | 21. října 1850     | 1853               |                                   | |
|                                             | Vincenc Růžička   | 1853               | 1856               |                                   | nevolen, úřadující radní |
|                                             | Jan Hesz          | 1856               | 1857               |                                   | nevolen, úřadující radní („amtierender Rath“) |
|                                             | Joseph Germarz    | 14. května 1857    | 1862               |                                   | vzdal se úřadu |
|                                             | Josef Smutný      | 6. prosince 1862   | 29. srpna 1863     |                                   | vzdal se úřadu |
|                                             | Antonín Vodka     | 15. října 1863     | 5. října 1870      |                                   | |
|                                             | Karel Mattuš      | 6. října 1870      | 30. listopadu 1889 | Národní strana (1860) (Staročeši) | |
|                                             | Adolf Pavlousek   | 30. listopadu 1889 | 1893               |                                   | rezignoval pro podezření ze zneužití funkce veřejného činitele |
|                                             | Josef Vraný       | 3. ledna 1894      | 1896               |                                   | |
|                                             | Josef Krejbich    | 3. září 1896       | 7. října 1901      |                                   | |
|                                             | Josef E. Slavík   | 24. října 1901     | 31. srpna 1903     | Národní strana (1860) (Staročeši) | Rezignoval pro zvolení ředitelem Svazu českých spořitelen se sídlem v Praze.                                                                                                |
|                                             | Bohumil Matoušek  | 30. ledna 1904     | 26. listopadu 1917 |                                   | od září 1903 úřadující náměstek |
|                                             | František Beneš   | 16. února 1918     | 1919               |                                   | |
|                                             | Pavel Hartman     | 1919               | 1923               | ČSSD                              | |
|                                             | Karel Šerák       | 1923               | 1938               | ČSSD                              | |
| Vládní komisař Mladé Boleslavi (1941–1945)  |                   |                    |                    |                                   | |
| Portrét                                     | Jméno             | Nástup do úřadu    | Opuštění úřadu     | Strana                            | Poznámka |
|                                             | Klaus Höniger     | říjen 1941         | 1945               |                                   | kolaborant s nacisty, původním jménem Stanislav Kopačka |
| Předsedové MěNV Mladé Boleslavi (1945–1990) |                   |                    |                    |                                   | |
| Portrét                                     | Jméno             | Nástup do úřadu    | Opuštění úřadu     | Strana                            | Poznámka |
|                                             | Stanislav Dubský  | 1945               | 1945               |                                   | |
|                                             | Václav Kvasnička  | 1945               | 1949               |                                   | |
|                                             | Václav Palivec    | 1949               | 1950               | KSČ                               | |
|                                             | Václav Zima       | 1950               | 1953               | KSČ                               | |
|                                             | Oldřich Lajský    | 1954               | 1957               | KSČ                               | |
|                                             | Josef Klatovský   | 1957               | 1960               | KSČ                               | |
|                                             | Lubomír Makovský  | 1960               | 1964               | KSČ                               | |
|                                             | Václav Rejnart    | 1964               | 1976               | KSČ                               | |
|                                             | Jiří Trubačík     | 1976               | 1981               | KSČ                               | |
|                                             | Lubomír Makovský  | 1981               | 1989               | KSČ                               | |
|                                             | Jaroslav Novotný  | 1989               | 1990               |                                   | |
| Starostové Mladé Boleslavi (1990–2002)      |                   |                    |                    |                                   | |
| Portrét                                     | Jméno             | Nástup do úřadu    | Opuštění úřadu     | Strana                            | Poznámka |
|                                             | Karel Herčík      | 5. prosince 1990   | 1994               | OF                                | |
|                                             | Svatopluk Kvaizar | 1994               | 1998               | nestraník za ODA                  | |
|                                             | Jaroslav Polívka  | 1998               | 2002               | nestraník za ODS                  | ode dne 12. července 2002 primátor statutárního města je potomkem pana Josefa Smutného                                                                                      |
| Primátoři Mladé Boleslavi (od roku 2002)    |                   |                    |                    |                                   | |
| Portrét                                     | Jméno             | Nástup do úřadu    | Opuštění úřadu     | Strana                            | Poznámka |
|                                             | Jaroslav Polívka  | 2002               | 2002               | nestraník za ODS                  | dne 12. července 2002 došlo k povýšení Ml. Boleslavi na statutární město Je potomek pana Josefa Smutného též starosty v roce 1862                                           |
|                                             | Svatopluk Kvaizar | 2002               | 2006               | nestraník za SNK ED               | |
|                                             | Raduan Nwelati    | 2006               | 2024               | ODS                               | v roce 2010 zvolen na druhé volební období v roce 2014 zvolen na třetí volební období v roce 2018 zvolen na čtvrté volební období v roce 2022 zvolen na páté volební období |
|                                             | Jiří Bouška       | 2024               | dosud              | Volba pro Mladou Boleslav         | zvolen na základě koaliční dohody z voleb v roce 2022, dle které má zastávat pozici primátora druhou polovinu období                                                        |